# Deontologia
Deontologia (gr. déon, „to, co niezbędne, właściwe”; „obowiązek” i logos, „mowa”, „słowo”; przez ang. deontology, pierwotnie „etyka prywatna” (Jeremy'ego Benthama)) – nauka o powinnościach i obowiązkach, a także pogląd przeciwstawny konsekwencjalizmowi – jeśli chce się osiągnąć dobry rezultat, należy do niego dojść dobrą drogą („cel nie uświęca środków”).

## Etyka
Koncepcja etyczna, sformułowana przez Immanuela Kanta, która przyjmuje istnienie norm moralnych, które powinny być powszechnie stosowane i mających charakter praw moralnych. Kant sformułował je w formie imperatywu kategorycznego. Deontologia zakłada więc, że cel nie uświęca środków i człowiek powinien skupiać się na tym, by samemu przestrzegać norm moralnych.
Nurtem przeciwnym do deontologii jest konsekwencjalizm, uznający, że ocena zachowania jednostki jest postrzegana poprzez konsekwencje w świecie i ogólną sumę dobra, nie zaś przez pojedyncze czyny.

## Etyka zawodowa
Termin ten stosuje się do określenia nauki o powinnościach i obowiązkach wynikających ze statutów i przyjętych zwyczajów w różnych zawodach (kodeksy lekarskie, prawnicze). Reguły deontologiczne formułowane są ze szczególnym uwzględnieniem aspektu moralnego, ale za podstawę mają normy prawne. Nakazy takiego kodeksu mają charakter imperatywu ustalanego przez oficjalne władze (w przypadku zawodów o wysokim stopniu zorganizowania) lub przez obyczaj (kiedy brak oficjalnej kodyfikacji – w przypadku zawodów mniej zorganizowanych) i odnoszą się do rozwiązań w konkretnych sytuacjach danego zawodu.
Kodeks deontologii medycznej formułuje zasady postępowania moralnego lekarzy w stosunku do pacjentów, innych lekarzy oraz badań naukowych (np. bioetycznych zasad eksperymentowania na zwierzętach). Podobnie deontologia lekarsko-weterynaryjna określa zasady postępowania moralnego lekarzy weterynarii wobec zwierząt, ich właścicieli, innych lekarzy weterynarii i badań na zwierzętach.
Deontologia prawnicza nakazuje m.in. bezinteresowność, skromność, sprawiedliwość i lojalność wobec klientów.